# Герб Кантаньєде
Ге́рб Кантаньє́де — офіційний символ міста Кантаньєде, Португалія. Використовується як територіальний герб. У срібному щиті зелена сосна з чорним стовбуром і золотими шишками. Обабіч неї два пурпурних виноградних грона із зеленим листям. У синій главі щита золотий перстень із червоним рубіном. По обидва боки від нього золоті лілії. Щит увінчує срібна мурована міська корона з п'ятьма вежами.  Під щитом біла стрічка, на якій великими літерами напис португальською: «cidade de Cantanhede» (місто Кантаньєде).  Офіційно затверджений 14 лютого 1992 року. Створений на основі попереднього містечкового герба, ухваленого 2 травня 1936 року. 

## Галерея

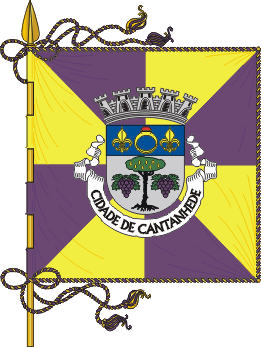
Прапор